# Tour de Vendée 2005
Il Tour de Vendée 2005, trentaquattresima edizione della corsa e valida come evento del circuito UCI Europe Tour 2005 categoria 1.1, si svolse il 22 maggio 2005 per un percorso totale di 201 km. Fu vinta dallo svedese Jonas Ljungblad che giunse al traguardo con il tempo di 5h02'10" alla media di 39,911 km/h.
Al traguardo 53 ciclisti portarono a termine il percorso.

## Ordine d'arrivo (Top 10)
| Pos. | Corridore          | Squadra         | Tempo    |
| ---- | ------------------ | --------------- | -------- |
| 1    | Jonas Ljungblad    | Amore & Vita    | 5h02'10" |
| 2    | László Bodrogi     | Crédit Agricole | a 2"     |
| 3    | Stéphane Pétilleau | Bretagne        | a 5"     |
| 4    | Nicolas Roche      | Cofidis         | a 15"    |
| 5    | Niels Brouzes      | Auber 93        | a 1'42"  |
| 6    | Lloyd Mondory      | AG2R Prév.      | s.t.     |
| 7    | Benoît Vaugrenard  | F. des Jeux     | s.t.     |
| 8    | David Breard       | Auber 93        | a 1'43"  |
| 9    | Jérémy Roy         | F. des Jeux     | a 1'46"  |
| 10   | Stéphane Bergès    | Agritubel       | a 1'52"  |